# قائمة التجديد
قائمة التجديد هي حزب سياسي عراقي أسسه نائب الرئيس العراقي السني طارق الهاشمي في عام 2009 لخوض الانتخابات التشريعية العراقية عام 2010 .
كان الهاشمي زعيم الحزب الإسلامي العراقي ، وهو حزب ديني عربي سني فاز بأكبر عدد من المقاعد بين الأحزاب العربية السنية في الانتخابات التشريعية العراقية في ديسمبر / كانون الأول 2005 . وانتُخب نائبًا للرئيس في عام 2006 .
```
طارق الهاشمي، الذي شغل منصب نائب رئيس جمهورية العراق من عام 
2006
 حتى 
2011
 ، كان في السابق زعيم الحزب الإسلامي العراقي ، وهو أحد أبرز الأحزاب السنية التي لعبت دورًا مهمًا في السياسة العراقية بعد سقوط نظام صدام حسين. 
[
1
]
```

سعى الهاشمي من خلال هذا الحزب إلى تجاوز الانقسامات الطائفية والعرقية التي كانت تهيمن على المشهد السياسي في العراق، مؤكدًا أن قائمة التجديد ستضم "أكاديميين ومثقفين وزعماء قبليين" لتشكيل قوة سياسية أكثر شمولية ووطنية.(طارق الهاشمي - ويكيبيديا)
إلا أن مسيرة الهاشمي السياسية واجهت عقبات كبيرة، حيث اتُهم بعدة قضايا سياسية وأمنية، مما أدى إلى مغادرته العراق، وهذا بدوره أثر على نشاط حزب قائمة التجديد ومكانته في السياسة العراقية.
في عام 2009 تنحى عن منصبه كزعيم للحزب الإسلامي العراقي ، وأعلن عن الحزب الجديد ، الذي قال إنه سيضم أكاديميين ومثقفين و زعماء قبليين وسيكون فوق الانقسامات الطائفية و العرقية 

## الأداء الانتخابي
| انتخاب | عدد الأصوات | حصة الأصوات | المقاعد | انتساب                  | نتيجة الانتخابات |
| ------ | ----------- | ----------- | ------- | ----------------------- | ---------------- |
| 2010   |             |             | 7 / 325 | الحركة الوطنية العراقية | فوز دولة القانون |